# Položac
Položac je naseljeno mjesto u općini Vareš, Federacija Bosne i Hercegovine, BiH.

## Stanovništvo

### 1991.
Nacionalni sastav stanovništva 1991. godine, bio je sljedeći:
ukupno: 31
- Hrvati - 26
- ostali, neopredijeljeni i nepoznato - 5

### 2013.
Nacionalni sastav stanovništva 2013. godine, bio je sljedeći:
ukupno: 3
- Hrvati - 3